# Harriet Mann Miller
Harriet Mann Miller, född 25 juni 1831 i Auburn, New York, död 25 december 1918 i Los Angeles, även känd under pseudonym Olive Thorne Miller, var en amerikansk naturvetare, ornitolog och barnboksförfattare.

## Biografi
Harriet föddes i Auburn, New York den 25 juni 1831. Hon var dotter till Seth Hunt Mann och Mary Field (Holbrook) Mann och äldsta barnet av fyra. Miller började skriva redan under sin barndom. När hon var elva år flyttade hon med familjen till Ohio, där hon gick i privatskola under fem år.
1854 gifte hon sig med Watts Todd Miller, och paret fick fyra barn. Under åren 1858–1869 tvingades hon hålla upp med sitt författarskap för att ta hand om sina barn. Familjen levde i Chicago, Illinois, och efter 1875 i Brooklyn, New York.

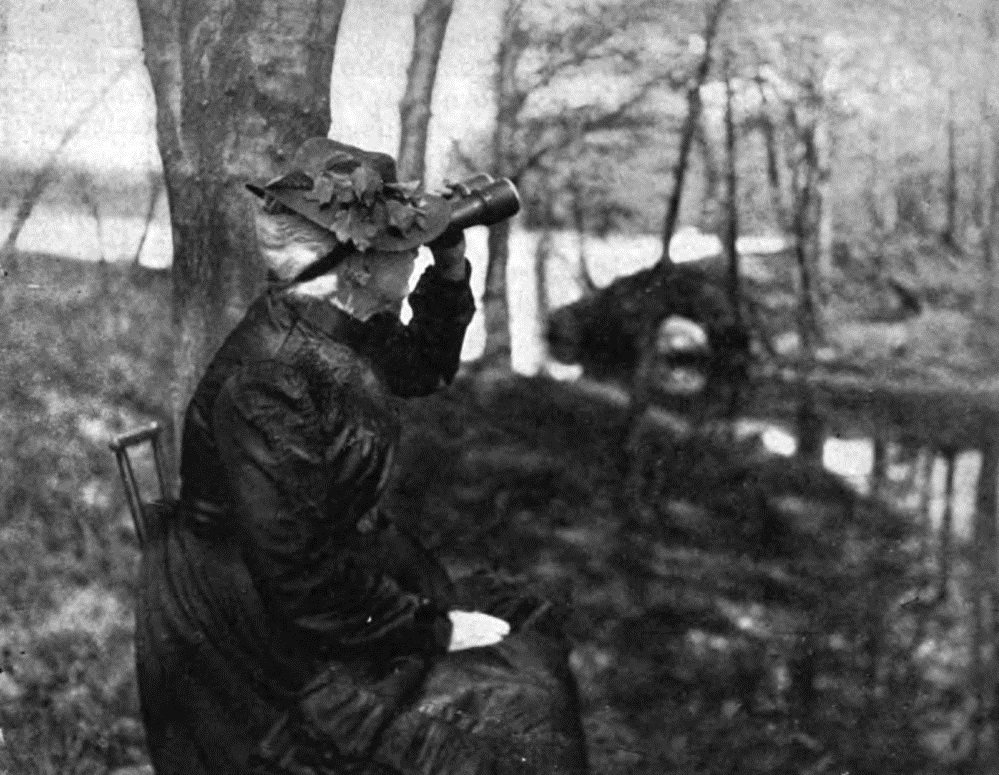
Harriet Mann Miller blev en entusiastisk fågelskådare 1880.

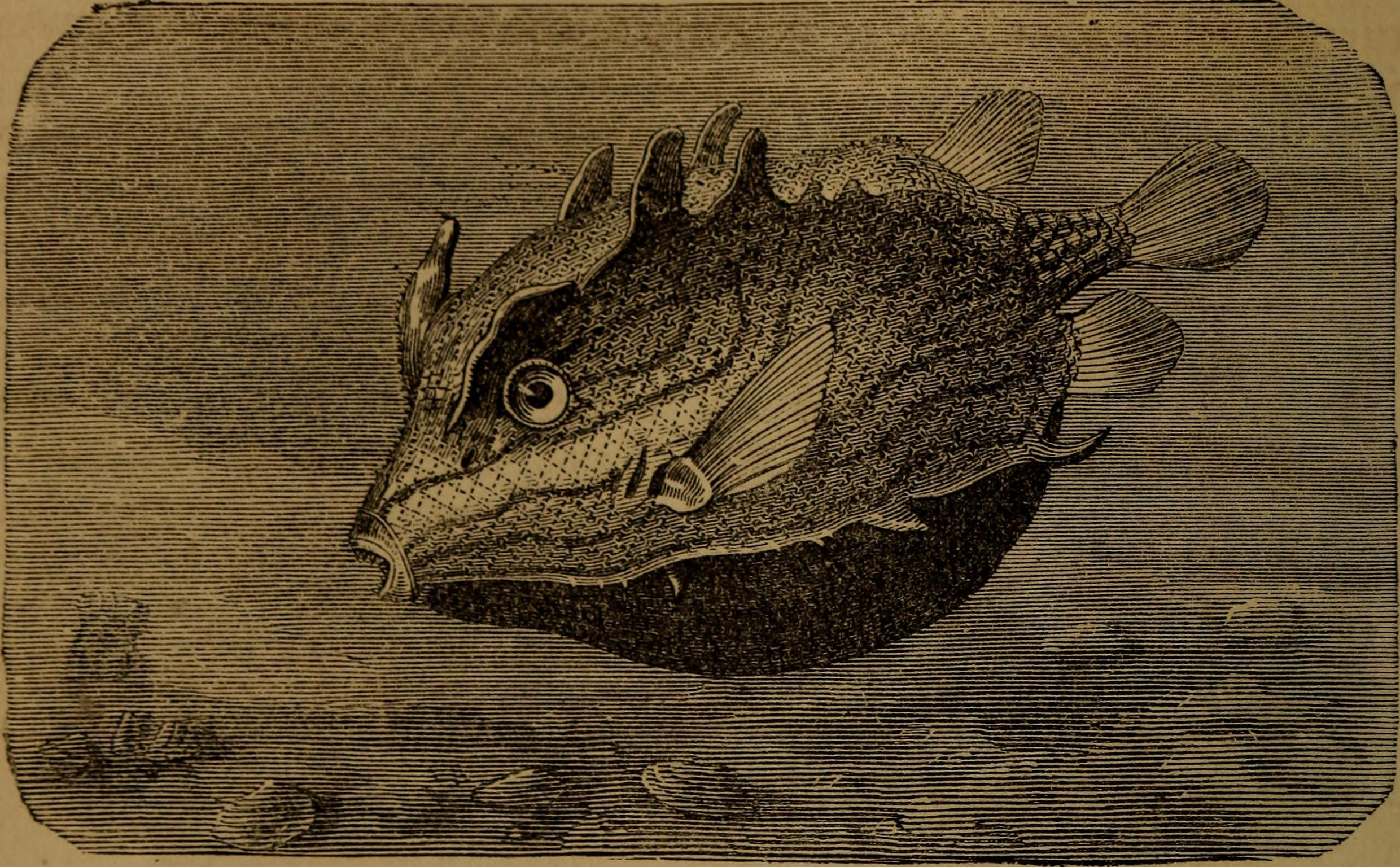
Illustration av Charles Bevalet (ursprungligen hämtad från Ocean World: Being a Descriptive History of the Sea and its Living Inhabitants, från 1868) ur Little Folks in Feathers and Fur, and Others in Neither.

Millers första artikel för barn publicerades 1870 och handlade om tillverkning av porslin. Hon publicerade sig i religiösa veckotidningar och andra publikationer, däribland Harper's Weekly, St. Nicholas Magazine och Chicago Tribune. Hennes första bok om natur, Little Folks in Feathers and Fur, and Others in Neither, kom ut i mitten av 1870-talet. 1879 använde hon pseudonymen Olive Thorne Miller för första gången.
1880 blev hon en entusiastisk fågelskådare, påverkad av Sara A. Hubbard, ordförande i Illinois Audubon Society. Miller studerade fåglar i både fångenskap och i fält under flera resor under perioden 1883–1903. Den första av totalt elva böcker om fåglar, Bird Ways, gavs ut 1885. Utöver att skriva böcker om fåglar och deras ekologi, bidrog hon med texter till Audubon Societys tidskrift. Hon var talesperson för motståndsrörelsen mot förekomsten av fjäderplymer, så kallade ägretter, inom mode och militärväsendet eftersom detta bruk ledde till slakt på en mängd fåglar runt om i världen, främst vita hägrar, men även vissa populationer av pelikaner och kungsfiskare. På 1890-talet reste hon till Utah och Arizona tillsammans med ornitologen Florence Merriam Bailey. Bailey beskrev resan i boken My Summer in a Mormon Village. 1901 erbjöds Miller, tillsammans med Mabel Osgood Wright och Florence Merriam Bailey, att få medlemskap som de tre första kvinnorna i American Ornithologists' Union.
Under sin karriär publicerade hon ungefär 780 artiklar, ett häfte om fåglar och 24 böcker. Efter makens död 1904 flyttade Miller till Los Angeles. där hon dog den 25 december 1918.